# Karl von Lüttichau
Wolf(f) Siegfried Karl von Lüttichau (* 30. September 1834 in Dresden; † 17. Juli 1889 in Ulbersdorf) war ein sächsischer Kämmerer, Oberhofmeister der Königin Carola von Sachsen, Wirklicher Geheimer Rat, Ehrenritter des Johanniterordens sowie Rittergutsbesitzer.

## Leben

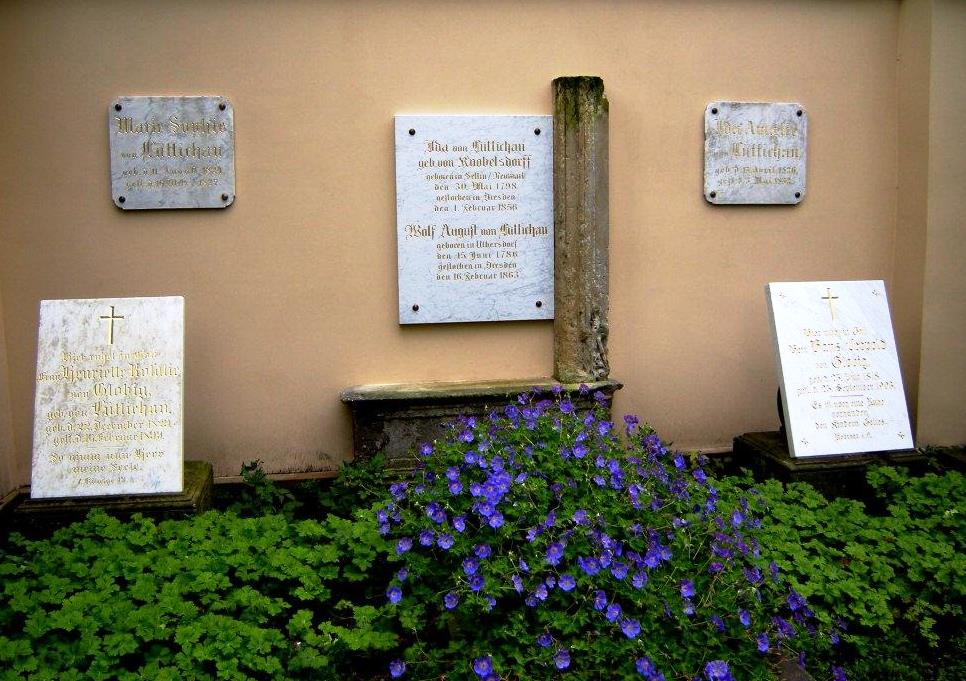
Grabmal der Eltern Ida und Wolf Adolf August von Lüttichau auf dem Trinitatis-Friedhof in Dresden

Er stammte aus dem sächsischen Adelsgeschlecht von Lüttichau und war der Sohn des Hoftheater-Intendanten und Wirklichen Geheimen Rates Wolf(f) Adolf August von Lüttichau (1786–1863) und seiner Ehefrau, der Mäzenin und Künstlerin Ida von Lüttichau geborene von Knobelsdorff (1798–1856).
Wie viele Vertreter seiner Familie schlug er eine Verwaltungslaufbahn im Dienst der Wettiner am Hof zu Dresden ein, wo er zunächst Kammerjunker und später Kammerherr ernannt wurde. Als Oberhofmeister diente er der Königin Carola von Sachsen. Zuletzt war Karl von Lüttichau Wirklicher Geheimer Rat und war zum Ehrenritter des Johanniterordens ernannt worden.
Durch Erbschaft wurde er Besitzer der Rittergüter (Ober-)Ulbersdorf im Königreich Sachsen und Sellin in der preußischen Provinz Brandenburg.

## Familie
Verheiratet war Karl von Lüttichau seit 1885 mit der Gräfin Fanny de Paula Maria Anna Strachwitz, die in zweiter Ehe den General der Päpstlichen Nobelgarde (Guardia Nobile) a. D. in Rom, Stanislaus Conte de Witten, ehelichte.

## Wappen
Karl von Lüttichau führte das Familienwappen, das in Rot zwei gegeneinander aufgerichtete, goldbegriffte, ausgezackte, silberne Streitsicheln zeigt, deren Rücken dreimal mit je drei schwarzen Hahnenfedern bestückt sind. Auf dem Helm mit rot-silbernen Decken das Schildbild.